# 田中亮明
田中亮明（1993年10月13日—）是一位日本拳击手。他在2020年夏季奧林匹克運動會男子蠅量級拳擊比賽中获得铜牌。不過他在晉級的道路上被質疑有裁判幫忙。他的胞弟田中恒成也是拳擊運動員。